# Je deviens moi
«Je deviens moi» («Я становлюсь собой») — альбом французского исполнителя Грегори Лемаршаля. Вышел 18 апреля 2005 года и в течение нескольких месяцев стал платиновым.

## История создания
Иван Кассар заметил Грегори на выступлении «Petit Papa Noel» (композитор — Анри Мартине, автор текста — Раймон Винси, первый исполнитель песни — Тино Росси), когда Грегори исполнял эту песню в дуэте с Роберто Аланья. Иван был восхищён красивым, трогательным голосом и сразу предложил заняться дебютным альбомом Грегори. Пьер Жаконелли (фр. Pierre Jaconelli), Абрахам Лабориэль (англ. Abraham Laboriel), Эрик Шевалье (фр. Eric Chevalier) также прикоснулись к истокам этого альбома. Грегори была дана возможность самому выбрать все композиции, которые попадут в его альбом, в то время как все остальные победители Star Academy (французский аналог «Фабрики звезд») были лишены возможности самостоятельного выбора музыкальных произведений.

## Издания альбома
Альбом был переиздан в мае 2006 года. В ведущие треки альбома была добавлена ещё одна композиция — дуэт с известной английской певицей Люси Сильвас. Таким образом 10-й композицией стала именоваться песня «Meme si (what you’re made of)», и всего композиций в альбоме стало 13.
После выхода альбома было также выпущено ограниченным тиражом два специальных издания. Первое из них вышло в декабре 2005 года и включало в себя DVD диск с бонус-видео:
1. Ecris L’histoire (клип)
2. Je Suis En Vie (клип)
3. A Corps Perdu (клип)
4. Le Feu Sur Les Planches (клип)
5. Съёмки клипа A Corps Perdu (Бонус)

Второе издание вышло чуть позже, в мае 2005 года и содержало также DVD бонусный диск, на котором на этот раз можно было увидеть фильм о том, как создавался альбом, фильм о создании песни «Je t’ecris» с её студийной репетиционной записью и самый первый клип Грегори Ecris L’histoire.

## Список композиций
1. Je deviens moi
2. Je suis en vie
3. Ecris L’histoire — Album Version
4. A corps perdu
5. Le feu sur les planches
6. Je t’ecris
7. Pardonne-moi
8. Mon Ange
9. Promets-moi
10. Même si (What You’re Made Of)
11. Il n’y a qu’un pas
12. Le bonheur tout simplement
13. Une vie moins ordinaire

## Позиции в чартах
| Чарт (2005)                  | Лучший результат |
| ---------------------------- | ---------------- |
| Бельгия (Валлония)           | 2                |
| Франция SNEP Albums Chart    | 1                |
| Швеция Swiss Albums Chart    | 20               |
| Чарт (2007)                  | Лучший результат |
| Франция Back Catalogue Chart | 1                |
| Франция Digital Chart        | 2                |

| Годовой чарт (2005)             | Позиция |
| ------------------------------- | ------- |
| Бельгия (Валлония) Albums Chart | 47      |
| Франция Albums Chart            | 45      |
| Годовой чарт (2007)             | Позиция |
| Франция Back Catalogue Chart    | 1       |
| Франция Digital Chart           | 26      |